# Ann Oram
Ann Oram, née à Londres en 1956, est une peintre écossaise.

## Biographie
Ann Oram, née en 1956, est née à Londres. Elle étudie à l'Edinburgh College of Art entre 1976 et 1982.
Ann Oram est acceptée au Royal Scottish Society of Painters in Watercolour (en) en 1986. Ses travaux font l'objet d'expositions individuelles, notamment à la Scottish Gallery, à l'Open Eye Gallery et à Corto & Nero au Royaume-Uni et à l'étranger. Elle exerce comme peintre mais aussi commec conférencière.